# 9680 Molina
9680 Molina eller 3557 P-L är en asteroid i huvudbältet som upptäcktes den 22 oktober 1960 av den nederländsk-amerikanske astronomen Tom Gehrels och det nederländska astronomparet Ingrid van Houten-Groeneveld och Cornelis Johannes van Houten vid Palomarobservatoriet. Den är uppkallad efter nobelpristagaren Mario Molina.
Asteroiden har en diameter på ungefär 4 kilometer.